# Marija Gorica
Marija Gorica est un village et une municipalité située dans le comitat de Zagreb, en Croatie. Au recensement de 2001, la municipalité comptait 2 089 habitants, dont 97,27 % de Croates et le village seul comptait 184 habitants.

## Localités
La municipalité de Marija Gorica compte 10 localités :
| - Bijela Gorica - Celine Goričke (es) - Hrastina - Kraj Donji - Kraj Gornji | - Križ Brdovečki - Marija Gorica - Oplaznik - Trstenik - Žlebec Gorički |